# 大川紫央
大川 紫央（おおかわ しお、旧姓：近藤、1985年〈昭和60年〉9月22日 - ）は、日本の宗教家、絵本作家、幸福の科学総裁補佐。早稲田大学法学部卒業。徳島県美馬郡半田町（現在の美馬市）出身。

## 経歴
徳島県美馬郡半田町（現在の美馬市）出身。徳島県立脇町高等学校・早稲田大学法学部を卒業後、日本銀行に入行し、2009年（平成21年）3月3日より幸福の科学に奉職する。幸福の科学で宗務本部第一秘書局長・専務理事などを経て総裁補佐に就任。
2012年（平成24年）12月19日に幸福の科学総裁である大川隆法と結婚。夫・隆法は前妻に大川きょう子がおり、大川紫央は後妻となる。
2022年（令和4年）に映画「呪い返し師—塩子誕生」で企画を担当した。

## 著書
- 『太陽に恋をして―ガイアの霊言』（大川隆法、2013年1月、幸福の科学出版）
- 『いい国つくろう、ニッポンǃ』（釈量子、2015年4月、幸福の科学出版）
- 『女性のための「自分」のつくり方―賢く成長する秘訣』（雲母、2015年6月、幸福の科学出版）
- 『「パンダ学」入門 - 私の生き方・考え方』（2016年1月、幸福の科学出版）
- 『20代までに知っておきたい“8つの世渡り術” - パンダ学入門カンフー編』（2016年3月、幸福の科学出版）
- 『パンダのへんしん』（大川隆法、2018年6月、幸福の科学出版）
- 『女性のための「幸せマインド」のつくり方』（2016年8月、幸福の科学出版）
- 『仕事のできる女性を目指して』（2017年3月、幸福の科学出版）
- 『パンダルンダ 〈第1話〉 パンダちゃんのはじまりのおはなし』（2017年3月、幸福の科学出版）
- 『パンダルンダ 〈第2話〉 パンダちゃんともりのおともだち』（2017年6月、幸福の科学出版）
- 『パンダルンダ 〈第3話〉 パンダちゃんとミラクルそんちょう（2017年9月、幸福の科学出版）
- 『たっくんがうまれるよ』（2018年1月、幸福の科学出版）
- 『パンダルンダ 〈第4話〉 パンダちゃんとおれたクレヨン』（2018年2月、幸福の科学出版）
- 『パンダルンダ 〈第5話〉 ミラクルそんちょうのおたんじょうび』（2018年4月、幸福の科学出版）
- 『ラマとライガ王』（2018年8月、幸福の科学出版）
- 『パンダルンダ 〈第6話〉 パンダちゃんとモンちゃん』（2018年10月、幸福の科学出版）
- 『パンダルンダ 〈第7話〉 パンダちゃんとひろいうちゅう』（2018年12月、幸福の科学出版）
- 『ミラクルそんちょうのおはなし―くものいと』（大川隆法、2019年2月、幸福の科学出版）
- 『ミラクルそんちょうのひみつ - パンダルンダ別巻』（2019年4月、幸福の科学出版）
- 『アングリマーラ罪と許しの物語』（2019年9月、幸福の科学出版）
- 『パンダルンダ 〈第8話〉 ちいさなミラクルそんちょう』（2021年1月、幸福の科学出版）
- 『パングルへの変身』（2022年2月、幸福の科学出版）
- 『春のうた - さくらさん　ぼくたちを　みまもっててね』（2022年3月、幸福の科学出版）
- 『夏のうた』（2022年6月、幸福の科学出版）
- 『秋のうた』（2022年8月、幸福の科学出版）
- 『冬のうた』（2022年10月、幸福の科学出版）
- 『ともだちとなかよくあそぼう』（2022年8月、幸福の科学出版）
- 『うそをつかない子になろう』（2023年1月、幸福の科学出版）
- 『おいのりのたいせつさ』（大川隆法、2023年3月、幸福の科学出版）
- 『きそく正しく生きよう』（大川隆法、2023年10月、幸福の科学出版）
- 『人が生まれ、しぬということ』（大川隆法、2023年11月、幸福の科学出版）
- 『わがままな子にならないようにしよう』（大川隆法、2023年12月、幸福の科学出版）
- 『じじょろんのたいせつさ』（大川隆法、2024年3月、幸福の科学出版）
- 『かみさまにあいされる子になろう』（大川隆法、2024年5月、幸福の科学出版）
- 『はんせいするこころのたいせつさ』（大川隆法、2024年6月、幸福の科学出版）
- 『てんぐちゃんにならないようにしよう』（大川隆法、2024年6月、幸福の科学出版）
- 『成功者の町』（大川隆法、2024年9月、幸福の科学出版）